# لئوزینو (بازیکن فوتبال)
لئوزینو (به پرتغالی: Leandro Sales de Santana) هافبک اهل برزیل است که در شهر São Luís و در تاریخ ۱۲ دسامبر ۱۹۸۵ به دنیا آمده‌است.
لئوزینو در تیم‌های فوتبال واسکو دوگاما سابقهٔ حضور دارد.